# Milton von Hesse
Milton Martín von Hesse La Serna (Lima, Perú, 10 de septiembre de 1964) es un economista, docente universitario y político peruano. Fue sucesivamente Ministro de Agricultura (2012-2014) y de Vivienda, Construcción y Saneamiento (2014-2015), durante el gobierno de Ollanta Humala.

## Biografía
Hijo de Milton von Hesse Bonilla y Susy La Serna Reynoso de Von Hesse . Estudió en el Colegio de la Inmaculada de Lima. Luego ingresó a la Universidad del Pacífico, en donde estudió Economía. Hizo el programa Ilades de la Universidad de Georgetown, graduándose como Master of Arts in Economics en 1993. Realizó estudios de postgrado en la Japan International Cooperation Agency y en London School of Economics and Political Science.
Durante el gobierno de Alejandro Toledo Manrique trabajó en el Ministerio de Economía y Finanzas como especialista en Desarrollo Agrícola y Rural, y llegó a ser director general de Programación Multianual del Sector Público, ente rector del Sistema Nacional de Inversión Pública (SNIP), encargada de declarar la viabilidad de los proyectos y recomendar su ejecución (2004-2006). 
Durante el segundo gobierno de Alan García fue gerente de regulación de Aeropuertos del Perú (2006-2007) y coordinador del Programa de Agua y Saneamiento del Banco Mundial (2007-2008). 
Ha sido también profesor de la Universidad de Chile, de la Universidad Esan y de la Universidad del Pacífico, en donde fue director de la Maestría en Gestión Pública desde el 2001 hasta el 2012.

### Ministro de Agricultura
El 23 de julio del 2012, fue designado Ministro de Agricultura por el presidente Ollanta Humala en reemplazó de Luis Ginocchio Balcázar, integrando el gabinete presidido por Juan Jiménez Mayor.
Bajo su gestión el Ministerio pasó a denominarse de Agricultura y Riego (MINAGRI), con el objetivo de dar más prioridad al manejo del agua y del riego.

### Ministro de Vivienda, Construcción y Saneamiento

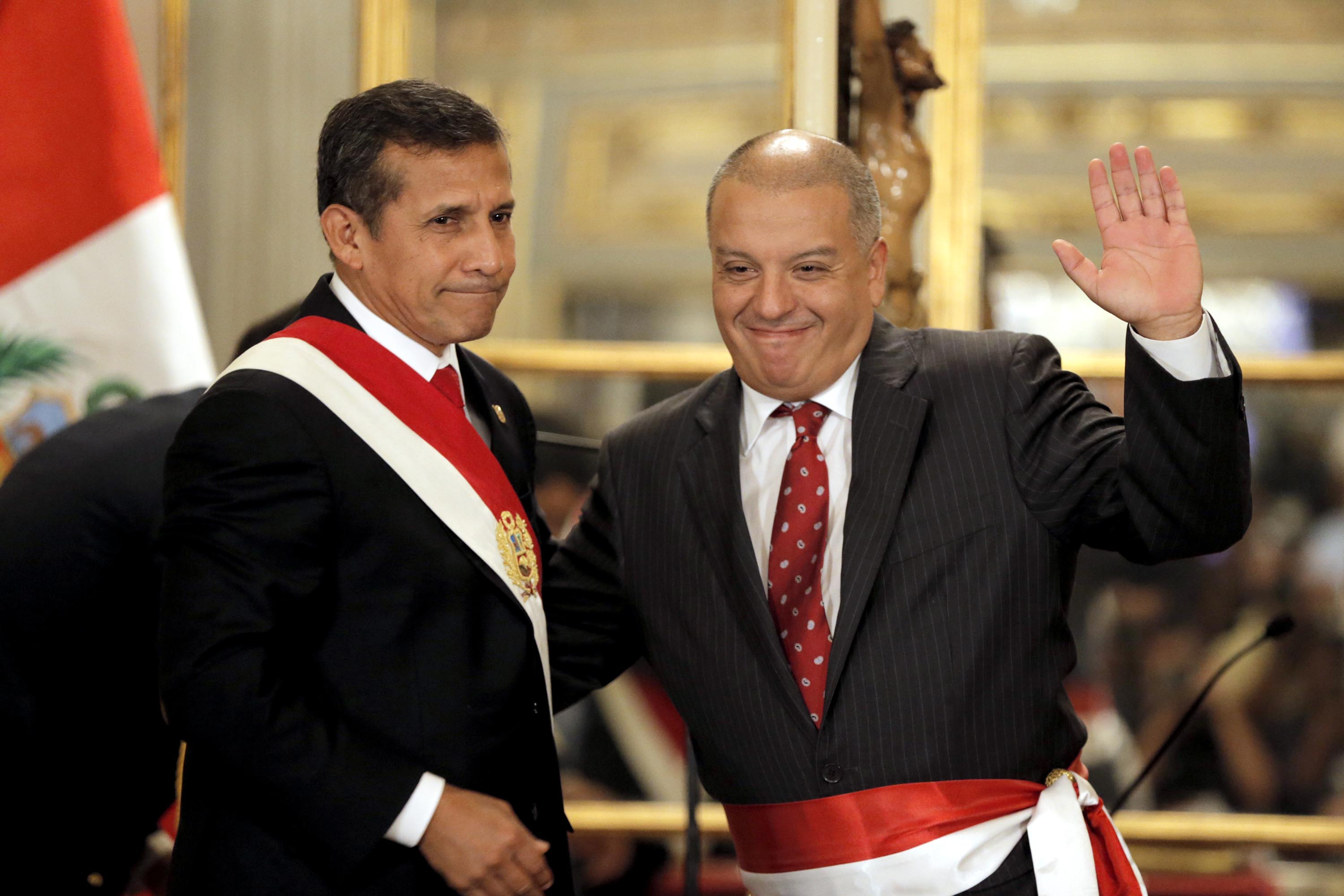
Junto con el presidente Ollanta Humala, luego de la ceremonia de juramentación como ministro.

El 24 de febrero de 2014 juró como Ministro de Vivienda, Construcción y Saneamiento  en reemplazo de René Cornejo Díaz, quien pasó a presidir el Consejo de Ministros.
El 11 de octubre de 2015 renunció al cargo, un día antes de que se venciera el plazo de dimisión de los funcionarios públicos interesados en postular en las elecciones generales del 2016.

### Militancia en el Partido Nacionalista Peruano
El 23 de octubre de 2015 anunció su afiliación al Partido Nacionalista Peruano (partido del gobierno u oficialista) y su precandidatura a la presidencia de la República. Poco antes, el exministro Daniel Urresti había ya presentado su renuncia como precandidato del nacionalismo, dejando así el camino libre a Milton von Hesse.